# Fernando Jara
Fernando Jara Aninat (9 tháng 8 năm 1930 – 16 tháng 11 năm 2023) là một cầu thủ bóng đá người Chile. Ông đã thi đấu ở giải đấu nam tại Thế vận hội Mùa hè 1952. Ông qua đời tại Vitacura vào ngày 16 tháng 11 năm 2023, thọ 93 tuổi.